# Rebrichinskij rajon
Il Rebrichinskij rajon (in russo Ребрихинский район?) è un rajon del kraj dell'Altaj, nella Russia asiatica.